# Dinotopia: Quest for the Ruby Sunstone
Dinotopia: Quest for the Ruby Sunstone is een Amerikaanse animatiefilm uit 2005, onder regie van Davis Doi. De film is gebaseerd op de Dinotopia-verhalen van James Curney.

## Verhaal
Kex Bradley, een 12-jarige wees, gaat als verstekeling mee met een reddingsboot in de hoop meer van de wereld te zien. In een storm valt hij echter overboord en belandt op Dinotopia. Hier raakt hij al snel bevriend met de jonge chasmosaurus 26 (bekend uit de miniserie).
Rond dezelfde tijd ontsnapt de kwaadaardige Ogthar uit zijn gevangenis. Hij steelt een speciale versie van de zonnestenen waarmee hij Dinotopia in duisternis kan hullen. Het is aan Kex en 26 om hem te stoppen.

## Rolverdeling
| Acteur                | Personage  |
| --------------------- | ---------- |
| Alec Medlock          | Kex        |
| Alyssa Milano         | 26         |
| Jamie Kennedy         | Spazz      |
| Kathy Griffin         | Rhoga      |
| Wayne Knight          | Thudd      |
| Michael Clarke Duncan | Stinktooth |
| Malcolm McDowell      | Ogthar     |
| George Segal          | Albagon    |
| Diedrich Bader        | John       |
| Tara Strong           | Mara       |

## Achtergrond
De film wijkt op bepaalde punten sterk af van de boekenserie. In de boeken was Ogthar een goede keizer in plaats van een kwaadaardige krijgsheer. Ook was hij in de boekenserie een mens/dinosaurus hybride. Ook de robijnen zonnesteen uit de film komt niet voor in de boeken.